# Manso de reserva
Manso de reserva eram os bosques, pastagens, áreas onde ficavam os fornos, moinhos e lagares. Lugares reservados ao senhor, que os servos podiam utilizar mediante o pagamento da banalidade.Isto no séc.XIV